# Prikraj
Prikraj – wieś w Chorwacji, w żupanii zagrzebskiej, w gminie Brckovljani. W 2011 roku liczyła 603 mieszkańców.